# USS Washington (BB-56)
El USS Washington (BB-56), fue el segundo de los acorazados de la clase North Carolina, siendo el tercer buque de la Armada de los Estados Unidos en llamarse así en honor al estado de Washington y el décimo con el nombre USS Washington. 

## Historial
Su quilla fue puesta en grada el 14 de junio de 1938 en el Astillero Naval de Filadelfia. Fue botado el 1 de junio de 1940, el Washington paso por un periodo de acondicionamiento, antes de ser asignado el 15 de mayo de 1941 bajo el mando del capitán Howard Benson HJ. A principios de 1942, el Washington y otros veinte buques estadounidenses fueron los primeros en estar equipados con un radar completamente operacional. Tiene la distinción de ser el único acorazado estadounidense en hundir a un acorazado enemigo durante la Segunda Guerra Mundial en un enfrentamiento de superficie en un «uno contra uno».(acción contra el IJN Kirishima en Conjunto con el South Dakota) El Washington no sufrió pérdidas por acciones hostiles durante todo el curso de la guerra, aunque hubo algunos incidentes: Casi fue impactado por un torpedo Tipo 93 "Long Lance" en Guadalcanal, y fue impactado una vez por fuego enemigo; un proyectil de 152 mm que pasó a través de su antena de radar sin detonar.
En 1942, fue enviado al Atlántico Norte para reemplazar a los barcos británicos que habían sido redistribuidos en torno a Madagascar. Fue asignado al mar del norte para proteger contra una posible incursión por el acorazado alemán Tirpitz, y para dar cobertura a distancia de varios convoyes de Murmansk-Islandia. 
En julio, volvió a los Estados Unidos para actualizaciones equipándosele con un radar a su dirección de tiro artillero antes de ser desplegado en el Pacífico en agosto de acción contra el Japón Imperial, donde se convirtió en la insignia del almirante Willis Augustus Lee. Esta actualización jugaría un papel determinante en el transcurso de la guerra naval.
Dos meses después de su llegada a Tonga en septiembre de 1942, el Washington tuvo la tarea de interceptar a un grupo naval japonés cerca de Guadalcanal junto con el USS South Dakota y cuatro destructores. 
En dicha batalla, el South Dakota en un mano a mano en combate nocturno clásico con el Kirishima y el destructor Ayanami fue severamente dañado al borde de la destrucción, entonces el USS Washington intervino justo a tiempo centrando rápidamente al acorazado japonés gracias a su tiro artillero dirigido por radar y sus cañones dañaron fatalmente al acorazado Kirishima (El hundimiento sería provocado por la abertura de las válvulas del acorazado Nipón para evitar su captura) y al destructor Ayanami. Hundiéndose ambas unidades.
El Washington operó como escolta de la Task Force de portaaviones durante la mayor parte de 1943, y posteriormente bombardeó Nauru en diciembre en compañía de otros cinco buques de guerra. Al amanecer el 1 de febrero de 1944, el Washington, chocó contra el acorazado Indiana provocando varias muertes, cuando este estaba maniobrando a través de la formación de destructores para repostar. Con alrededor de 18 m de la proa muy dañada, el Washington se vio obligado a retirarse. El astillero de Pearl Harbor equipó al acorazado con una proa temporal, la restauración completa tuvo que esperar hasta que el buque atracó en el astillero de Puget Sound.

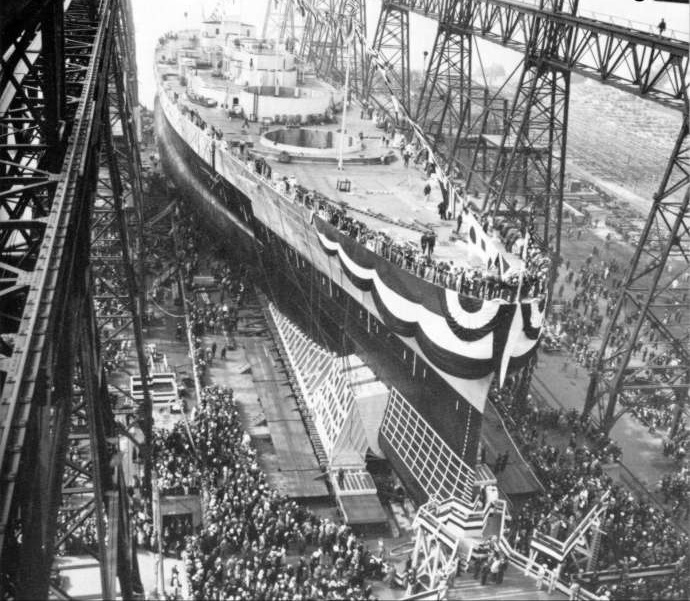
Ceremonia de botadura del USS Washington (BB-56) en junio de 1940

El Washington regresó a la zona de guerra a mediados de 1944. Participó en el bombardeo de Saipán y Tinian antes de unirse a la batalla del Mar de Filipinas, donde las Flota Combinada aeronaval japonesa fue decisivamente derrotada por los portaaviones estadounidenses y el fuego antiaéreo. Durante el resto de la guerra el Washington se alternó entre bombardeos de costa y tareas de escolta, incluido el apoyo directo en las batallas de Iwo Jima y Okinawa. El 1 de julio de 1945, el acorazado se dirigió a los Estados Unidos por una necesaria reforma. Entró en el astillero de Puget Sound de donde no salió hasta octubre, después de la final de la guerra. Se trasladó posteriormente a Filadelfia, para participar en el Día de la Armada, antes de su asignación a la Operación Alfombra Mágica, el retiro de personal militar estadounidense de despliegues en el extranjero. El Washington fue dado de baja el 27 de junio de 1947, y borrado de la lista de buques de la armada el 1 de junio de 1960, tras lo cual fue vendido para desguace el 24 de mayo de 1961.

### Píes de página
1. ↑  Macintyre, Donald, CAPT RN (September 1967). Shipborne Radar. United States Naval Institute Proceedings.
2. ↑  Hornfischer, 2011, p. 366.